# Allan Olesen
Allan Olesen (født d. 25. januar 1974) er en tidligere dansk professionel fodboldspiller.

## Karriere
Olesen fik sit gennembrud i Akademisk Boldklub, hvorfra han skiftede til den franske storklub AS Saint-Etienne i år 2000. Efter tre år i fransk fodbold skiftede Allan Olesen tilbage til dansk fodbold og AaB, inden han i 2008 skrev under på en et-årig kontrakt med Vejle Boldklub.
I sæsonen 1999 vandt Olesen pokalturneringen med AB, og i 2008 var han med til at vinde danmarksmesterskabet med AaB.
I sommeren 2010 udskiftede Allan Olesen tilværelsen som fuldtidsprofessionel i Vejle Boldklub med en stilling som spillende assistenttræner i Vanløse Idræts Forening

## Titler

### Klub
AB
- DBU Pokalen (1): 1998-99

AaB
- Superligaen (1):  2007-08